# Catálogo Mello Teggia
Catálogo de Sellos Postales Mello Teggia es un Catálogo filatélico especializado en estampillas de la República Argentina, siendo el de uso más común para catalogar dichas estampillas. Fue hecho por Daniel Hugo Mello Teggia.

## Historia
Siguiendo la línea del catálogo de  Víctor Kneitschel y Samowerskyj, continúa la clasificación de ambos (que a su vez siguen parcialmente la numeración del catálogo francés Yvert et Tellier. La primera edición es de 1992, actualizada en 1995. La segunda edición de dicho catálogo es  de 2004. Su última edición es del año 2010 (véase la imagen) "Sellos postales 1856-2010", Siendo la última publicada hasta la fecha, aunque existen suplementos hasta 2019.

## Secciones
Sus secciones principales corresponden a las estampillas:
- Provinciales (Buenos Aires, Corrientes, Córdoba)
- Correo ordinario
- Bloques y Hojitas Block
- Correo aéreo
- Correo oficial (y ministeriales)
- Ahorro postal
- Telégrafo Nacional
- Ferrocarriles y telégrafos privados

- Datos: Q4289617
- Multimedia: Philatelic literature / Q4289617